# Lac du Caribou (Trois-Rives)
Pour les articles homonymes, voir Lac du Caribou.
Le Lac du Caribou est un plan d'eau douce situé dans la municipalité de Trois-Rives, dans la municipalité régionale de comté de Mékinac, dans la région administrative de la Mauricie, au Québec, au Canada.

## Géographie
Situé entièrement en milieu forestier, le lac du Caribou constitue la tête de la rivière du Caribou, longue de 10,6 km. Le lac du Caribou s'alimente par :
- le ruisseau Michelin (côté nord),
- un ruisseau (côté est),
- la décharge du lac au canard (côté sud-est),
- deux autres ruisseaux (côté sud).

L'embouchure est située à l'extrémité est du lac du Caribou, au fonds d'une baie. La décharge longue d'une centaine de mètres se déverse dans un petit lac (640 m de long, altitude de 230 m) peu profond dans le sens nord-sud, qui constitue un milieu humide avec beaucoup de plantes aquatiques. Le courant traverse ce lac qui se décharge par le nord-ouest. L'eau coule alors sur environ 360 m pour aller traverser un lac en "U" sans nom (de 640 m de long, altitude de 222 m). Puis l'eau coule vers le nord sur environ 500 m pour atteindre un lac en "S" de 1,1 km de long, dans le sens est-ouest. Ce lac s'abreuve de la décharge du Petit lac du Caribou (situé du côté nord).
À partir de l'embouchure de ce lac, la rivière du Caribou coule sur 4,6 km vers le nord-ouest jusqu'à l'embouchure d'un long ruisseau venant du nord. Puis la rivière du Caribou bifurque vers le sud-ouest pour couler sur 2,7 km jusqu'à la rive est de la rivière Saint-Maurice où l'altitude est de 109 m. Entre le lac du Caribou et la rivière Saint-Maurice, la dénivellation totale de la rivière est de 122 m. La petite vallée de la rivière Caribou coule entre deux montagnes s'élevant à 308 m du côté nord et à 411 m du côté sud.
Lors des différentes périodes de concessions de coupes forestières dans le secteur, cette rivière a connu la drave dès le milieu du XIXe siècle.

## Toponymie
Le caribou est un membre de la famille des cervidés. Le terme "Caribou" est présent dès 1609 dans l'Histoire de la Nouvelle-France de Marc Lescarbot. Ce terme a été emprunté de kalibu, xalibu, ou galipu, mot algonquien - sans doute micmac - signifiant trépigneur, égratigneur, bref renne du Canada.
Au cours de la saison hivernale, le caribou fait usage de ses sabots antérieurs en creusant dans la neige afin d'atteindre sa nourriture, surtout du lichens, des champignons et différentes autres petites plantes. Ce grand ruminant aux bois longs et plutôt aplatis, a les pieds ongulés et fourchus. Son pelage est grisâtre agrémenté de taches blanches au cou, à la gorge et à la croupe. Le caribou se caractérise par ses bois qui peuvent pousser autant chez les mâles que chez les femelles. Parmi les trois ou quatre sous-espèces de caribous présentes sur le territoire canadien, une seule habite au Québec. Le caribou des bois a été répertorié notamment en Gaspésie et dans le Nord-du-Québec. Dans l'histoire du Canada, l'arrivée des Européens et de leurs produits réduisit considérablement l'importance alimentaire, vestimentaire et économique du caribou.
Au Québec, de nombreux toponymes comportent le terme "caribou", désignant des voies de communication, des îles, des baies et surtout des lacs. Le caribou fait partie des symboles canadiens. Il est représenté sur une pièce de monnaie émise par la Banque du Canada. Caribou se dit « u'tik » en cri, « mushuauattik » en innu et « tuttu » en inuktitut.
Dans la municipalité de Trois-Rives, le terme "Caribou" est utilisé pour décrire la "montagne du Caribou", le "chemin du lac-du-Caribou", le "Petit lac du Caribou" et le "lac du Caribou". Le toponyme "Lac du Caribou" (Trois-Rives) a été officialisé le 5 décembre 1968 à la Banque des noms de lieux de la Commission de toponymie du Québec.